# 로버트 랜돌프 앤드 더 패밀리 밴드
로버트 랜돌프 앤드 더 패밀리 밴드(Robert Randolph and the Family Band)는 페달 스틸 기타 연주자 로버트 랜돌프가 주도해 결성한 미국의 밴드이다.
펑크와 소울 음악을 주로 선보였으며 엘튼 존, 버디 가이, 슬라이 & 더 패밀리 스톤, 로비 로버트슨, 링고 스타, 카를로스 산타나, 리언 러셀, 커크 해밋, 롭 토머스, 데이브 매슈스 밴드, 서드 데이 등 여러 음악가의 음반 작업에 참여했다.
뉴욕 닉스의 매주 금요일 경기에서 시작 전 공연을 하는 밴드이기도 하다.

## 정규 음반
- Unclassified (2003)
- Colorblind (2006)
- We Walk This Road (2010)
- Lickety Split (2013)